# Alchemilla angustata
Alchemilla angustata é uma espécie de rosácea do gênero Alchemilla, pertencente à família Rosaceae.